# Janne Holmén
Janne Sven-Åke Holmén (Jomala, 26 settembre 1977) è un ex maratoneta finlandese, campione europeo della specialità a Monaco di Baviera 2002 con il tempo di 2h12'14".
Il suo primato personale è 2h10'46", ottenuto il 13 aprile 2008 a Rotterdam e che costituisce il record nazionale finlandese di specialità.

## Palmarès
| Anno | Manifestazione   | Sede     | Evento        | Risultato | Prestazione | Note |
| ---- | ---------------- | -------- | ------------- | --------- | ----------- | ---- |
| 1999 | Europei under 23 | Göteborg | 10000 m piani | Argento   | 28'40"87    |      |
| 2002 | Europei          | Monaco   | Maratona      | Oro       | 2h12'14"    |      |
| 2004 | Giochi olimpici  | Atene    | Maratona      | 22º       | 2h17'50"    |      |
| 2005 | Mondiali         | Helsinki | Maratona      | dnf       | dnf         |      |
| 2006 | Europei          | Göteborg | Maratona      | 7º        | 2h13'10"    |      |
| 2007 | Mondiali         | Osaka    | Maratona      | 9º        | 2h19'36"    |      |
| 2008 | Giochi olimpici  | Pechino  | Maratona      | 19º       | 2h14'40"    |      |

## Altre competizioni internazionali
2001
- 21º alla Maratona di Rotterdam ( Rotterdam) - 2h16'24"

2002
- 4º alla San Silvestro Vallecana ( Madrid) - 28'31"
- 5º alla Sao Silvestre do Porto ( Porto) - 29'03"
- Argento alla Strömstadmilen ( Strömstad) - 29'51"

2003
- 13º alla Maratona di Berlino ( Berlino) - 2h12'10"
- 9º alla Mezza maratona di Berlino ( Berlino) - 1h04'20"

2004
- Argento alla Göteborgsvarvet ( Göteborg) - 1h04'11"
- 5º alla Tunnelloppet ( Stoccolma), 10,9 km - 33'16"

2005
- 11º alla Maratona di Francoforte ( Francoforte sul Meno) - 2h14'58"
- 17º alla BOclassic ( Bolzano) - 30'17"

2006
- Oro alla Maratona di Mariehamn ( Mariehamn) - 2h28'58"

2007
- 8º alla Maratona di Rotterdam ( Rotterdam) - 2h14'20"
- Oro alla Maratona di Mariehamn ( Mariehamn) - 2h23'51"

2008
- 9º alla Maratona di Rotterdam ( Rotterdam) - 2h10'46"

2010
- 4º alla Maratona di Riga ( Riga) - 2h23'57"
- Bronzo alla Midnattsloppet ( Stoccolma) - 32'15"

2011
- 4º alla Maratona di Riga ( Riga) - 2h21'18"
- 5º alla Mezza maratona di Stoccolma ( Stoccolma) - 1h07'34"
- Argento alla Midnattsloppet ( Stoccolma) - 31'39"

2012
- 5º alla Mezza maratona di Stoccolma ( Stoccolma) - 1h08'29"

2013
- 13º alla Maratona di Stoccolma ( Stoccolma) - 2h26'40"

2014
- 13º alla Maratona di Stoccolma ( Stoccolma) - 2h27'32"